# Lichtenštejnsko na Zimních olympijských hrách 2018
Lichtenštejnsko na Zimních olympijských hrách 2018 reprezentovala Tina Weiratherová, Marco Pfiffner a Martin Vögeli. Země zde získala první medaili od ZOH 1988.

## Medailisté
| Medaile | Jméno             | Sport           | Disciplína  | Datum          |
| ------- | ----------------- | --------------- | ----------- | -------------- |
| Bronz   | Tina Weiratherová | Alpské lyžování | Super G žen | 17. února 2018 |